# Мыс Каменный (село)
Мыс Ка́менный — село в Ямальском районе Ямало-Ненецкого автономного округа России.

## География
Село расположено на западе Обской губы, полуостров Ямал, вдоль Каменной косы. Было основано как база ЗГЭ (Заполярная геофизическая экспедиция).
Входит в пограничную зону РФ, которая в пределах ЯНАО установлена в полосе местности шириной 10 км от морского побережья.
Неофициально разделён на три части: Аэропорт, Геологи, Заполярная геофизическая экспедиция.

## Название
Существует несколько версий о названии посёлка. Основная гласит, что в своё время был неправильно осуществлен перевод с ненецкого языка, и в результате вместо «Кривой мыс» («Пай-саля») мы имеем «Мыс Каменный» («Пэ-саля»).

## История
Село Мыс Каменный появилось задолго до базы ЗГЭ. Был запасной аэродром, и пос. ЯНРЭ. База ЗГЭ построена в 1980-х годах.
С 2004 до 2021 гг. село было административным центром Мыс-Каменского сельского поселения, упразднённого в связи с преобразованием муниципального района в муниципальный округ.

## Население
| 1989 | 2002  | 2010  | 2021 |
| ---- | ----- | ----- | ---- |
| 3902 | ↘2265 | ↘1653 | ↘971 |

Основное население — русские и коренные жители — ненцы.

## Экономика
В селе расположен нефтеналивной терминал «Ворота Арктики» ПАО Газпромнефть.
С 2013 года рядом с селом началось строительство приёмо-сдаточного пункта, как часть обустройства Новопортовского месторождения.
В селе расположен полётный информационный центр.

## Галерея

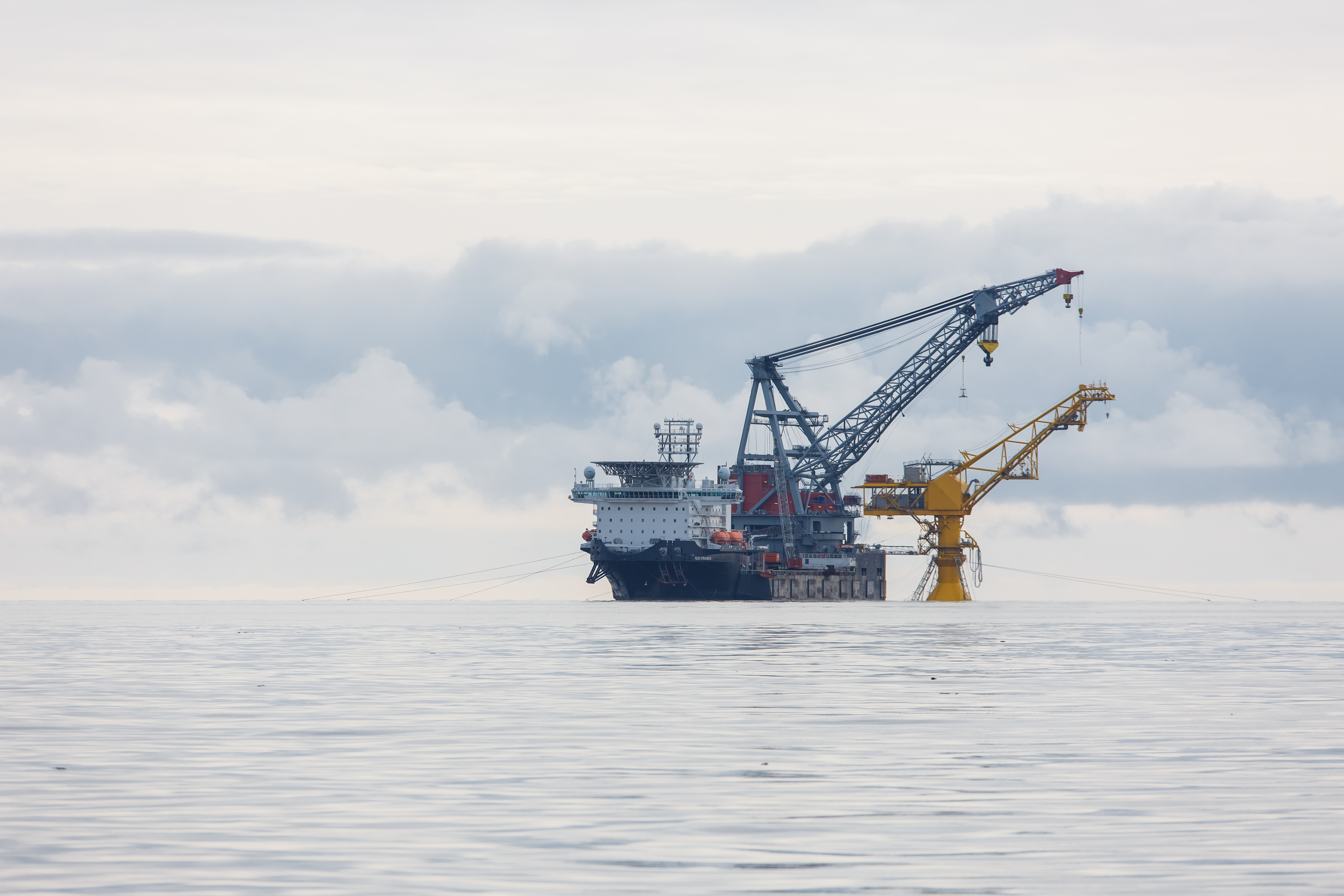
Нефтеналивной терминал «Ворота Арктики»
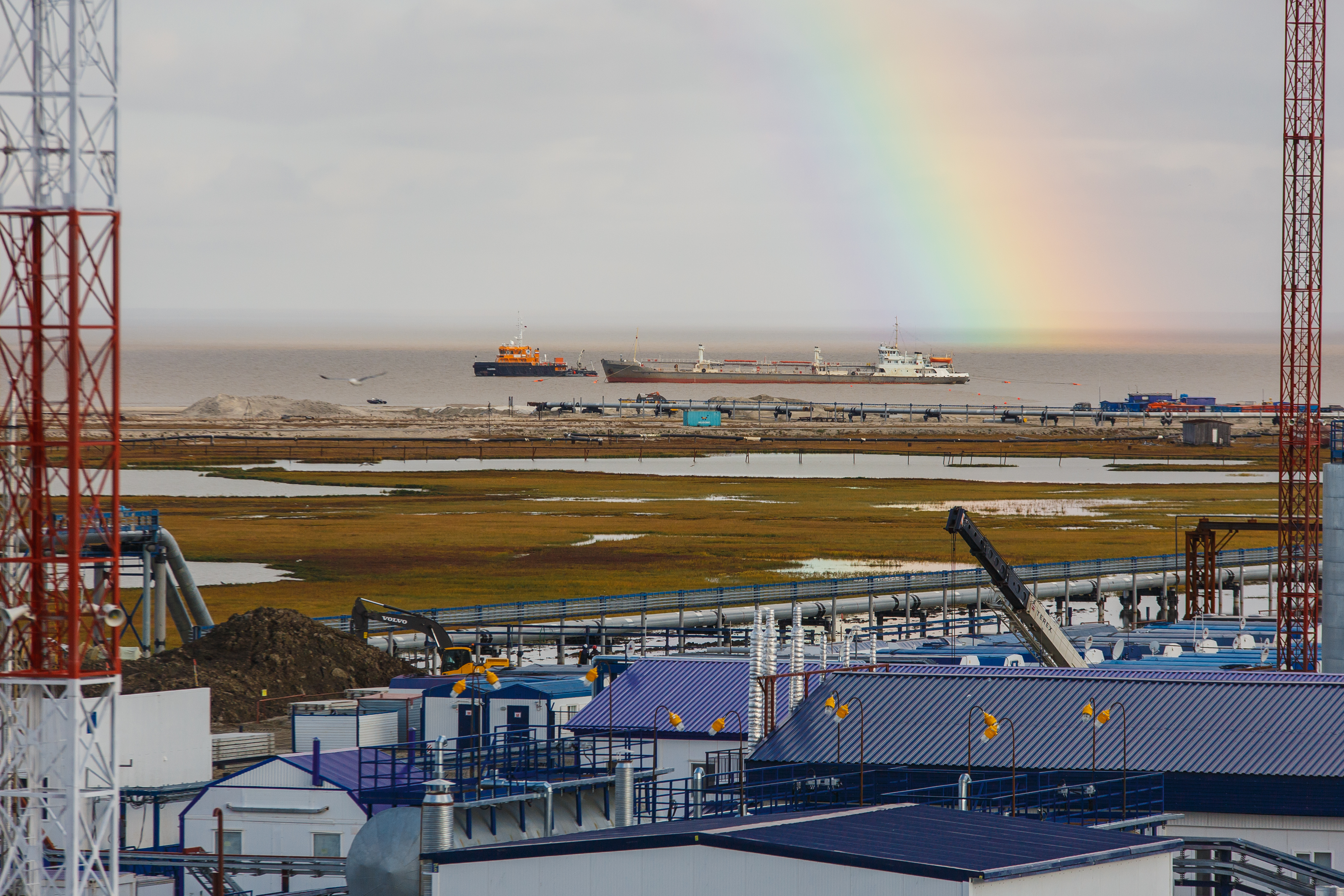
Приёмо-сдаточный пункт «Мыс Каменный»
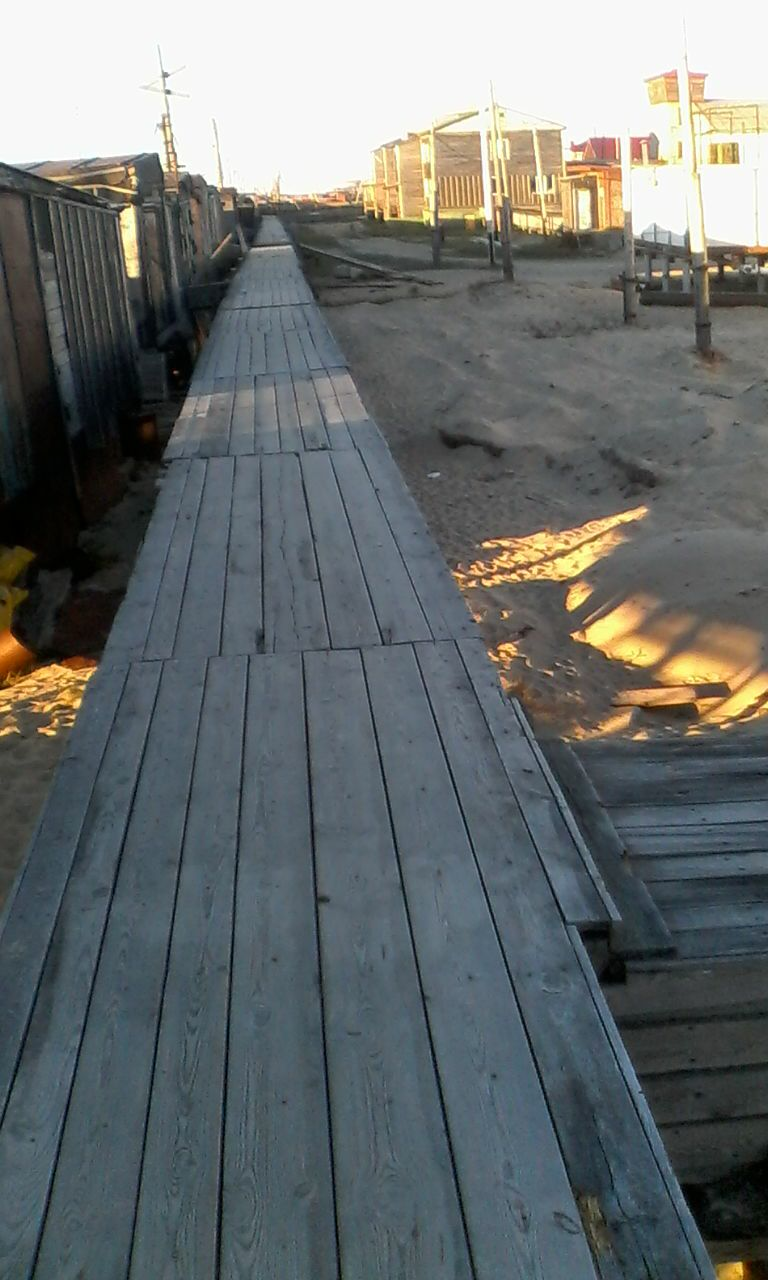
Трубы тепловодоснабжения, покрытые деревянным настилом между зданиями в селе
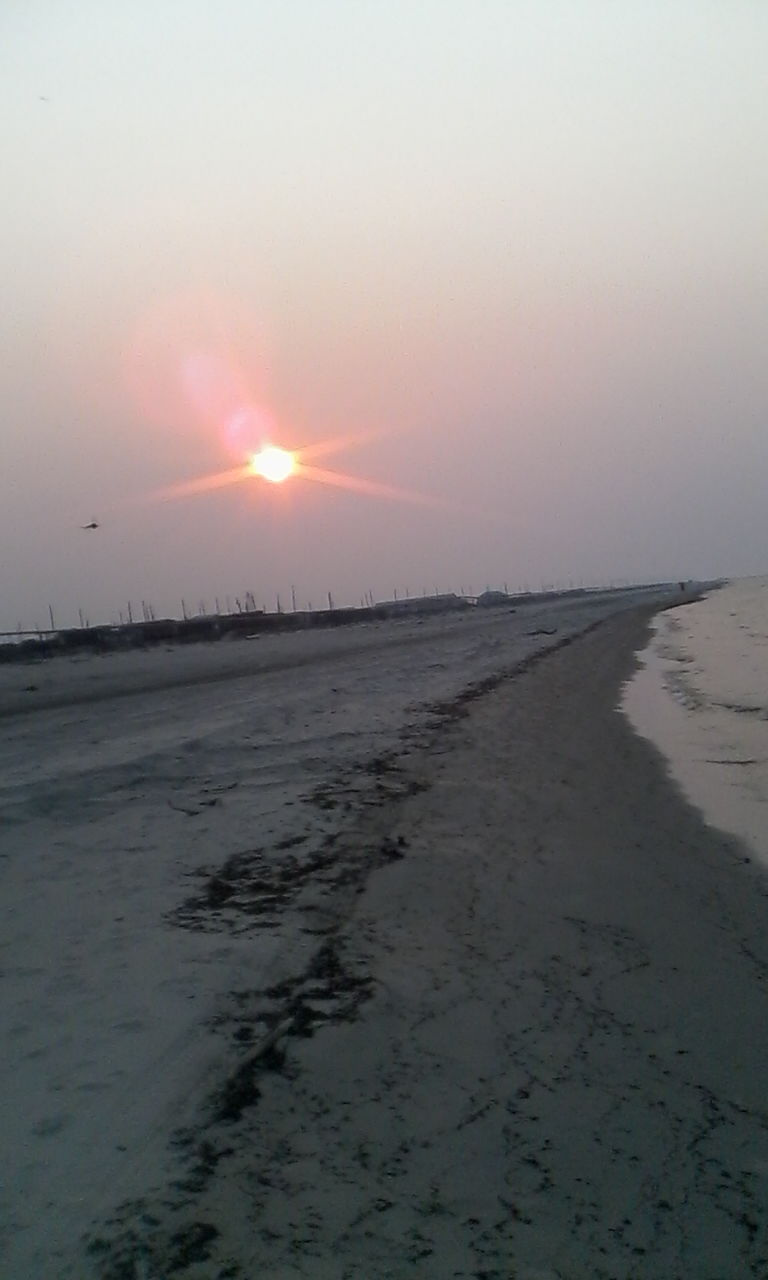
Закат в период белых ночей в селе
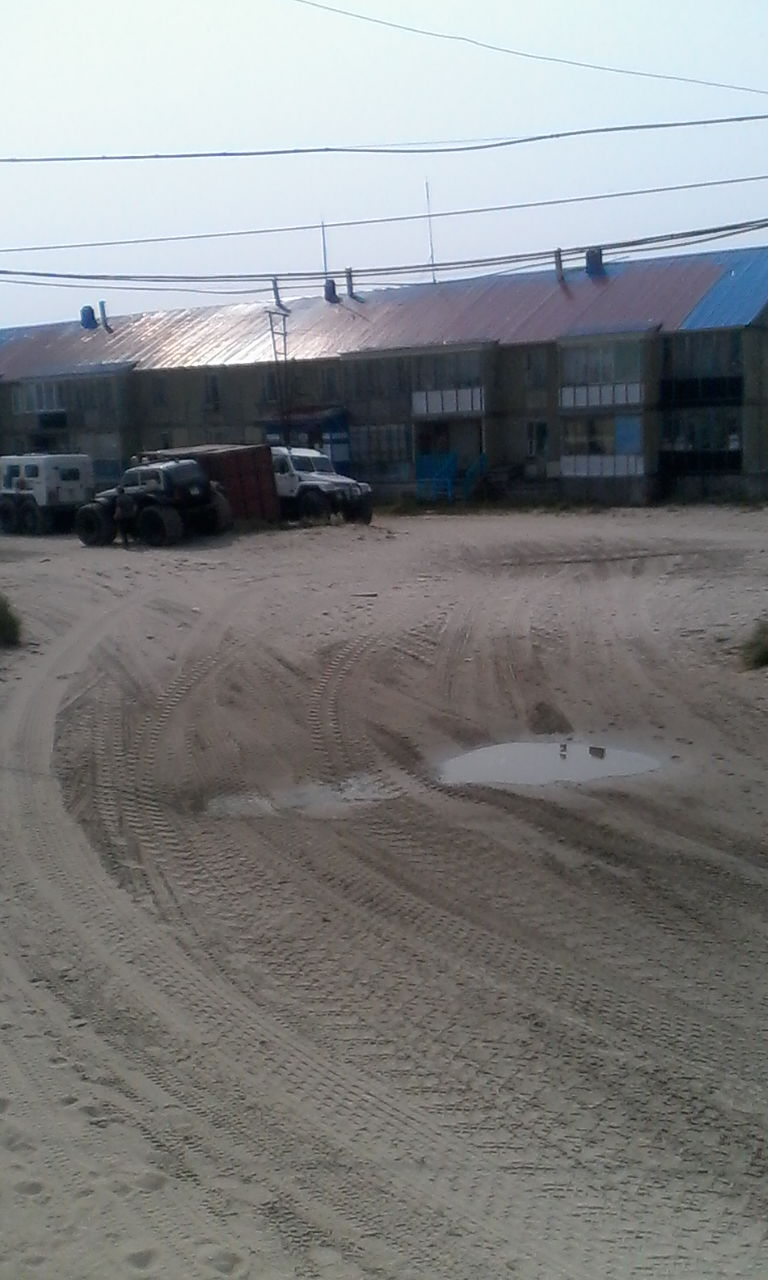
Двор в районе "Геологи"
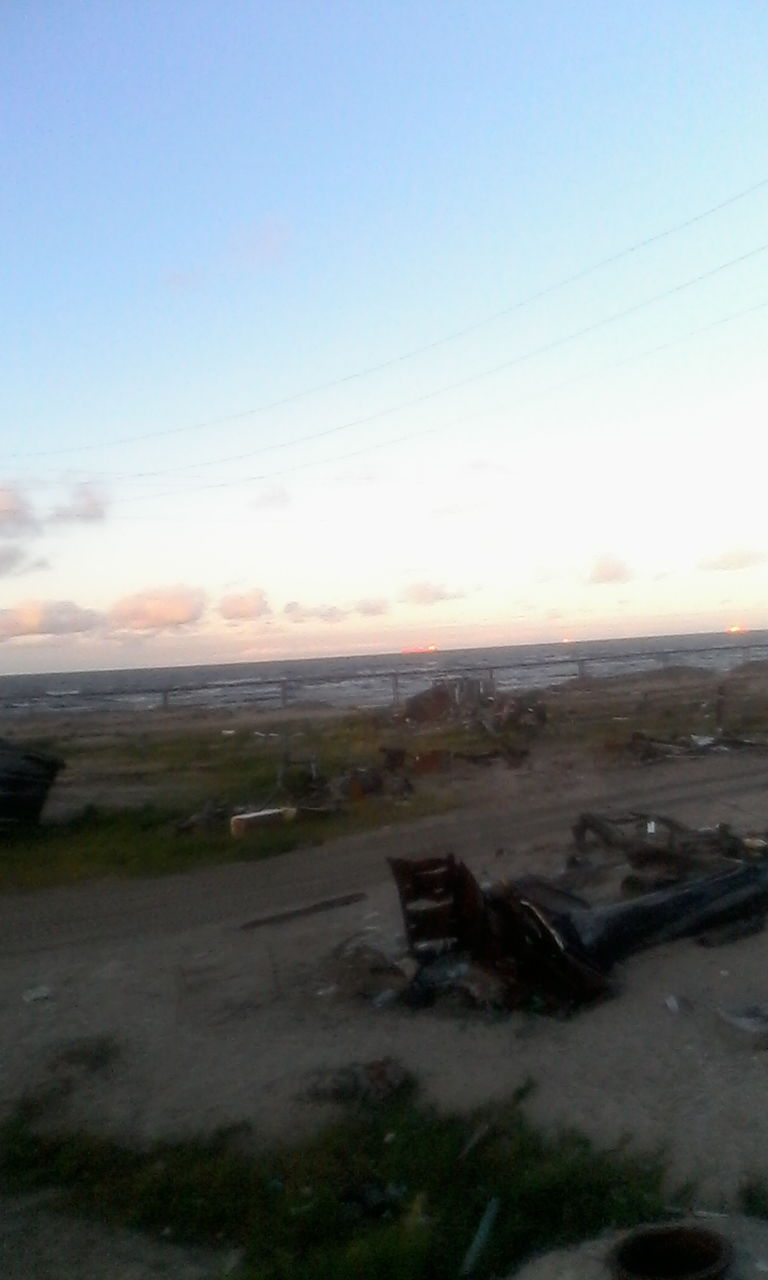
Груды металлолома на берегу Обской губы в селе Мыс Каменный

## Инфраструктура
В селе действует отделение Почты России (индекс 629721).